# Подгурський цвинтар (Краків)
Подгурський цвинтар (новий) у Кракові (пол. Cmentarz Podgórski) — краківський міський цвинтар, розташований в колишньому районі Кракова — Подґуже, на вул. Вапєнній, 13, що біля підніжжя копця Крака.

## Історія
Цвинтар відкритий 17 квітня 1900 року через брак місць на старому Подгурському цвинтарі. Рішення про заснування нового цвинтаря було прийнято міською радою Подґужа ще у травні 1897 року. Його площа становить 8,37 га.
Першою похованою на новому цвинтарі 17 квітня 1900 року була 23-літня Текля Дудек із Закжувека. Донині її могила не збереглася. До кінця 1900 року тут було 381 поховання, про які ми знаємо з дуже ретельної документації, що велася від самого початку. У 1907 році було освячено цвинтарну каплицю, а за три роки, у 1910 році, проведено перше розширення території цвинтаря.
Початок першої світової війни та близьке розташування цвинтаря до великої залізничної станції «Краків-Плашув» призвели до транспортування поранених та військовополонених у Подгуже, що знайшло відображення й на цвинтарі. XI секція була відведена для поховання військових (донині збереглася її частина з пам'ятником), у 1914–1919 роках тут поховано 332 військових.
Про вичерпаність місця під поховання було повідомлено ще у 1916 році, але через брак коштів на розширення цвинтаря, почали ховати на найстарішому цвинтарному кварталі. Такі поховання проводилися в середньому кожних три роки, починаючи з 1920 року, а було їх усього шість.
У 1934 році ексгумована могила тринадцяти польських легіонерів. На новому місці встановлено пам'ятник за мотивом кашкета легіонера роботи скульптора Чеслава Мончка.
Цвинтар розширили лише у 1942 році, огородивши всю територію огорожею, а пізніше його ще двічі розширювали —  у 1947—1948 та 1975—1976 роках.

## Опис
Цвинтар розрахований переважно на мешканців Подґужа. Тут небагато дворянських поховань, переважають поховання промисловців, купців, ремісників та власників будівельних компаній. На головній алеї цвинтаря вони встановлені надгробки, виконаними за власними проєктами, наприклад, родинна гробниця архітектора Антонія Матечного — власника лікувального і купального закладу у Кракові.
Дуже велику групу становлять надгробки та гробниці залізничників. Близькість великого транспортного вузла призвела до того, що саме тут, у Подгужі, Прокоцимі, Бєжанові та околицях, розташовувалося найбільше робітниче поселення. На надгробках можна побачити фотографії чоловіків в однострої залізничника, фіґури Діви Марії та Христа в терновому вінку, деякі з них можуть бути роботою скульптора Кароля Гукана та його бюро. Надгробні написи часто підкреслювали участь у Січневому повстанні 1863 року або будь-яке відношення до нього (наприклад, дружина Січневого повстанця). Прикладів поховальної скульптури тут небагато; є персоніфікації Скорботи та Смутку у вигляді жінок з вінками із троянд, які сидять біля хреста чи зламаної колони (наприклад, могила Станіслава Балицького, учасника Січневого повстання, залізничника, який загинув у 1912 році).
На цвинтарі була ділянка для поховання протестантів, яка на сьогодні не збереглася, а також, згідно з вимогами канонічного права, ділянка для самогубців. Вона розташовувався на місці нинішнього кварталу VIIIa. До наших днів збереглася лише могила трагічно загиблого у віці 21 року Едуарда Холєви, надгробний пам'ятник якому встановили товариші по службі; це також найдавніший приклад солідарності цієї спільноти, який зберігся у Кракові.
На цвинтарі, поруч з військовими, є також три колективних могили: парохів і вікаріїв з парафії святого Юзефа у Кракові, оо. Редемптористів в Подґужі та згромадження оо. Найсвятішого Серця Ісусового з парафії Найсвятішого Серця Ісусового у Плашуві. В цій останній могилі спочиває засновник Польської провінції згромадження оо. Найсвятішого Серця Ісусового і настоятель Дому Релігії у Кракові отець Казімеж Вєхеч (1896—1950; напис на надгробку: пол. Ks. Kazimierz Wiecheć — założyciel Prowincji Polskiej urodzony: 29.02.1896 — Pychowice k. Krakowa rektor: Kraków-Płaszów: 1930-1936 zmarł: 12.12.1950 — Kraków-Płaszów).

## На цвинтарі поховані
- Яніна Іпогорська-Ленкевич — польська письменниця, журналістка і художниця (секція XLI-8–9 — гробівець родини Ленкевичів).
- Антоній Конопельський (1929, Львів — 1977, Краків) — польський футболіст, оборонець ФК «Краковія» (секція IIIa-8-1).
- Владислав Ленкевич (1916, Львів — 2012, Краків) — польський інженер, письменник і поет[2] (секція XLI–8–9 — гробівець родини Ленкевичів).
- Наталія Мілан (1896, Львів — 1942, Краків) — польська скульпторка, одна з перших студенток Академії образотворчих мистецтв у Кракові[3] (секція Ila-східний ряд-18).
- Юзеф Пєньонжек — польський живописець, графік, педагог (секція IVb-12-17).

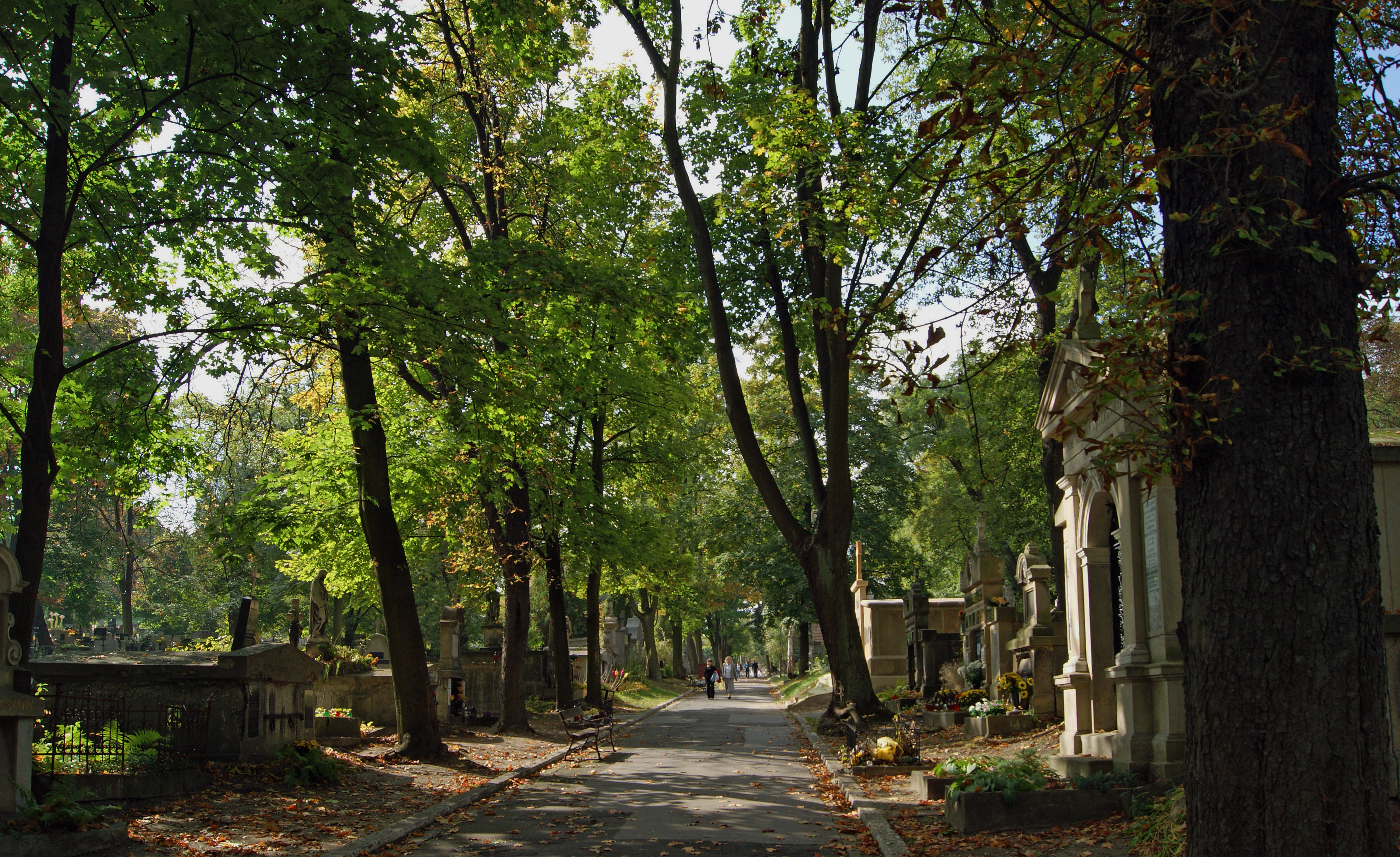
Головна алея
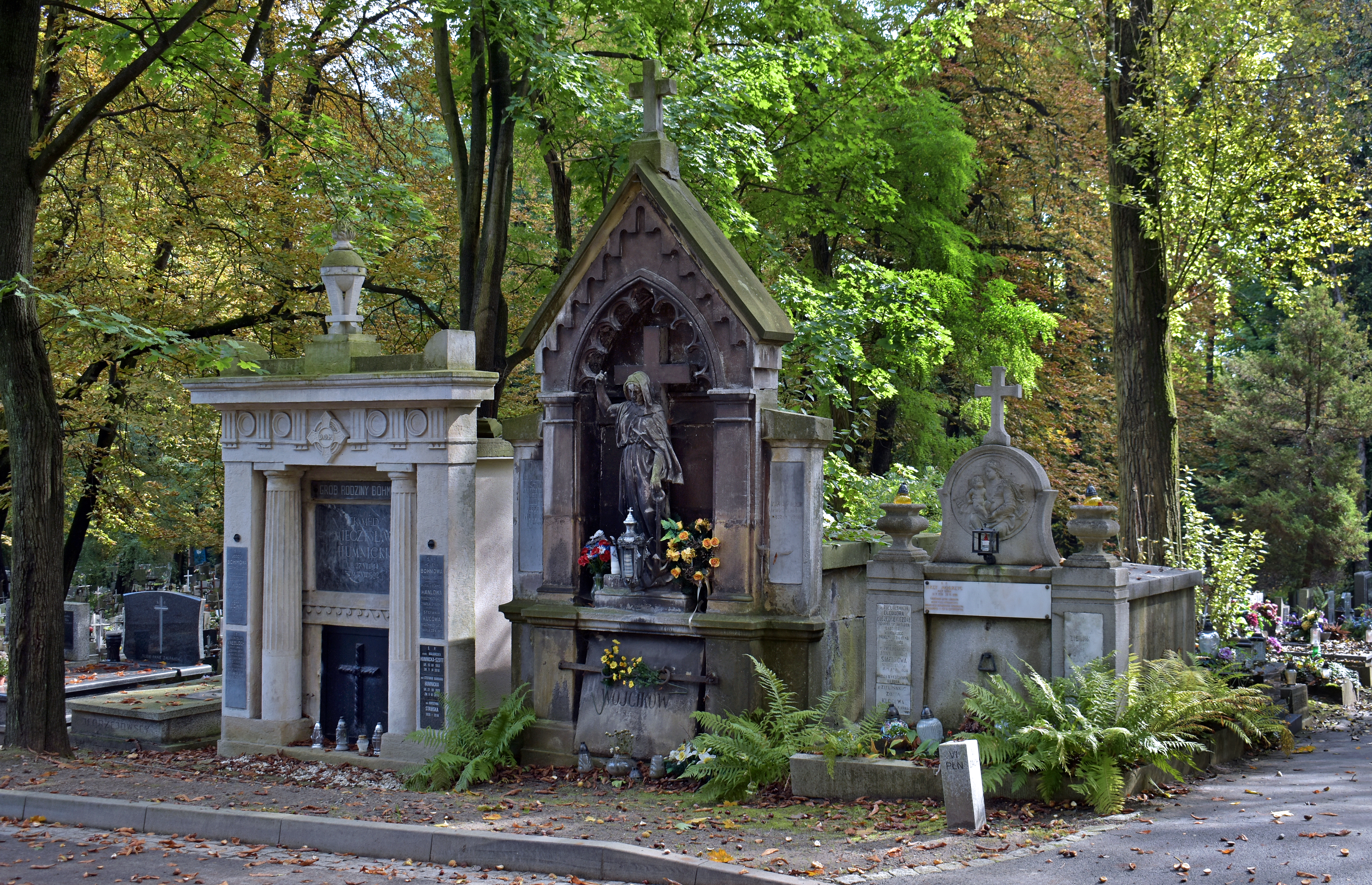
Історичні поховання на головній алеї цвинтаря
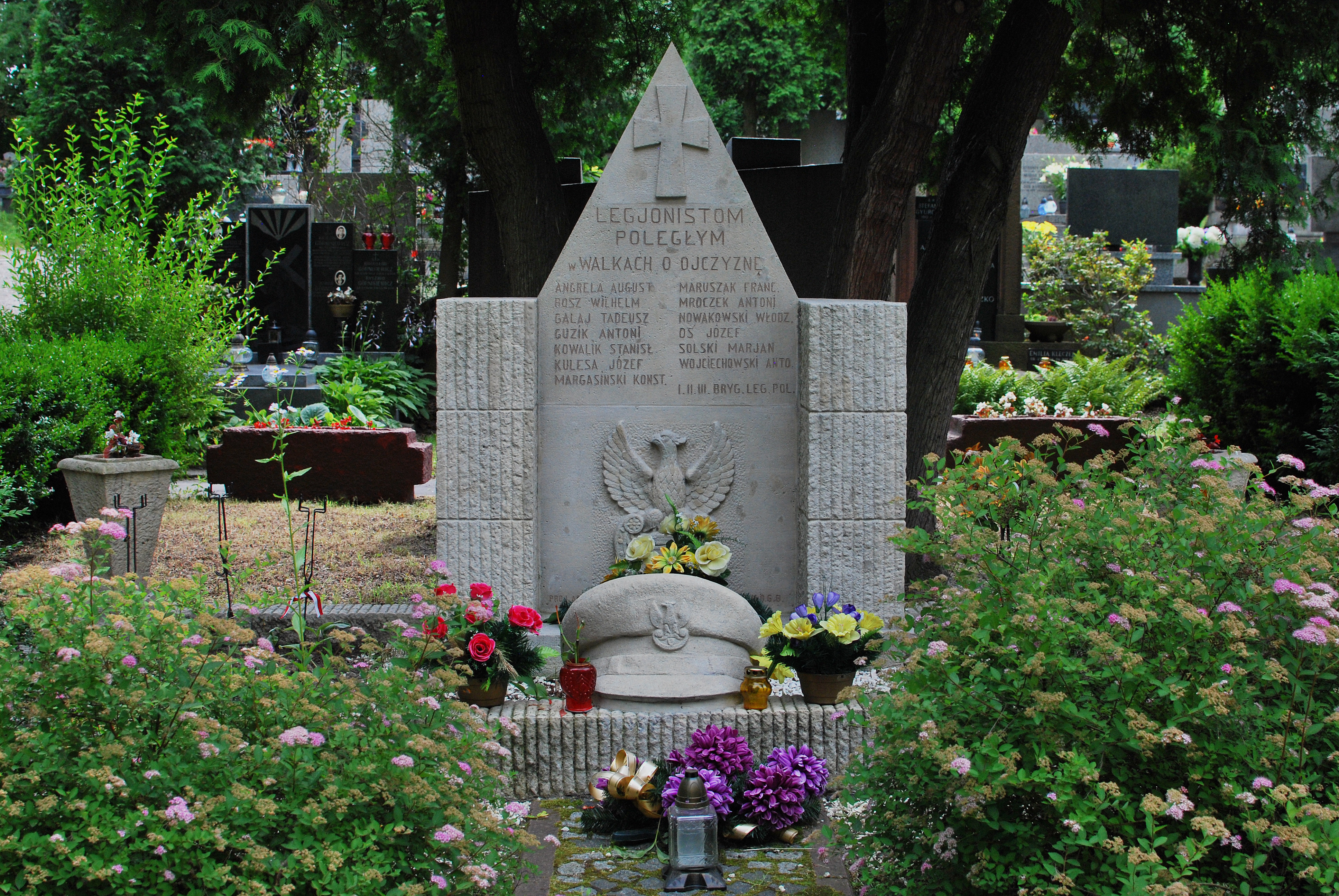
Пам'ятник на могилі легіонерів 1-ї, 2-ї та 3-ї бригад Польських легіонів (відкритий у 1934 році)
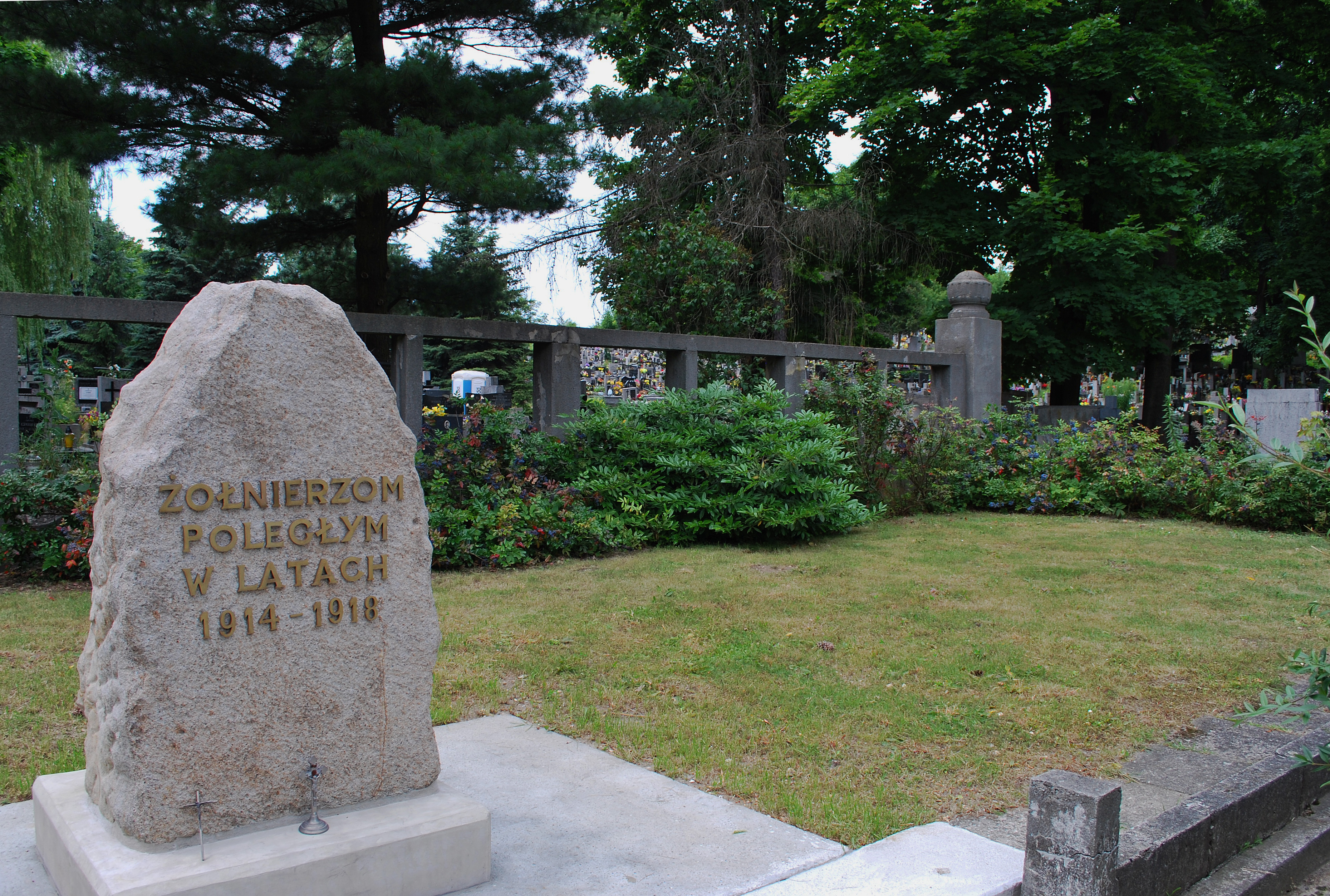
Військовий цвинтар № 386 Подгуже
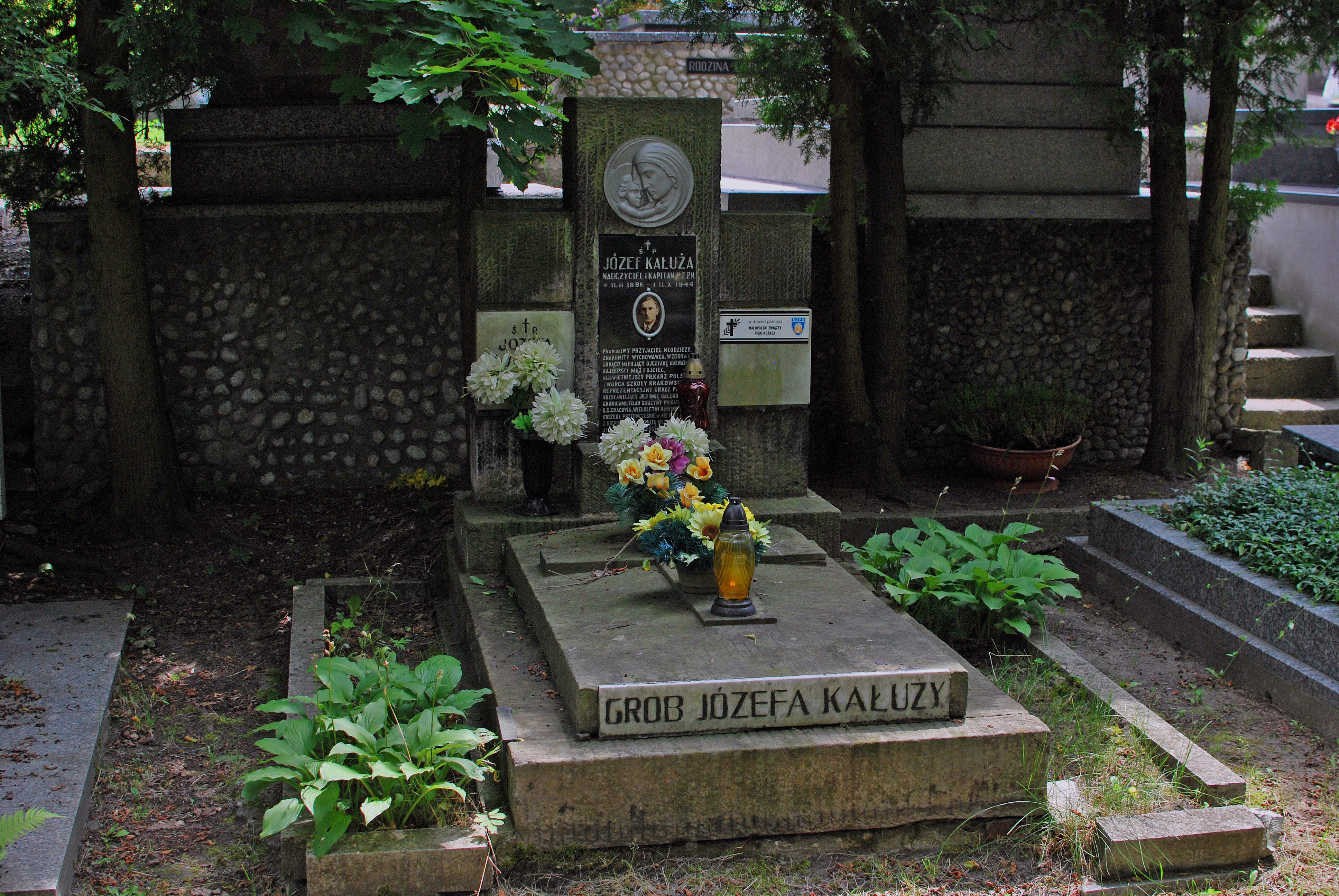
Могила Юзефа Калужи
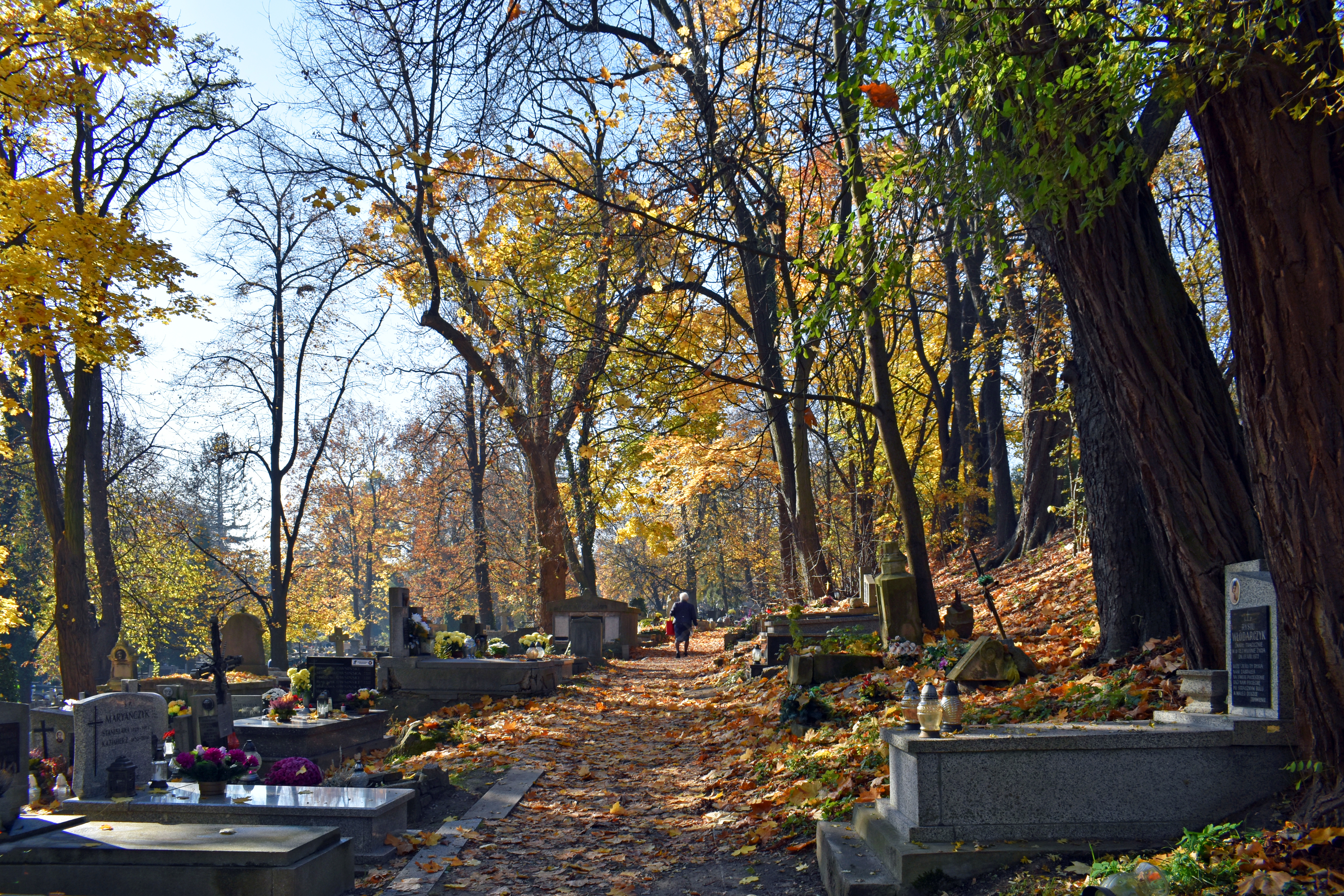
Алея
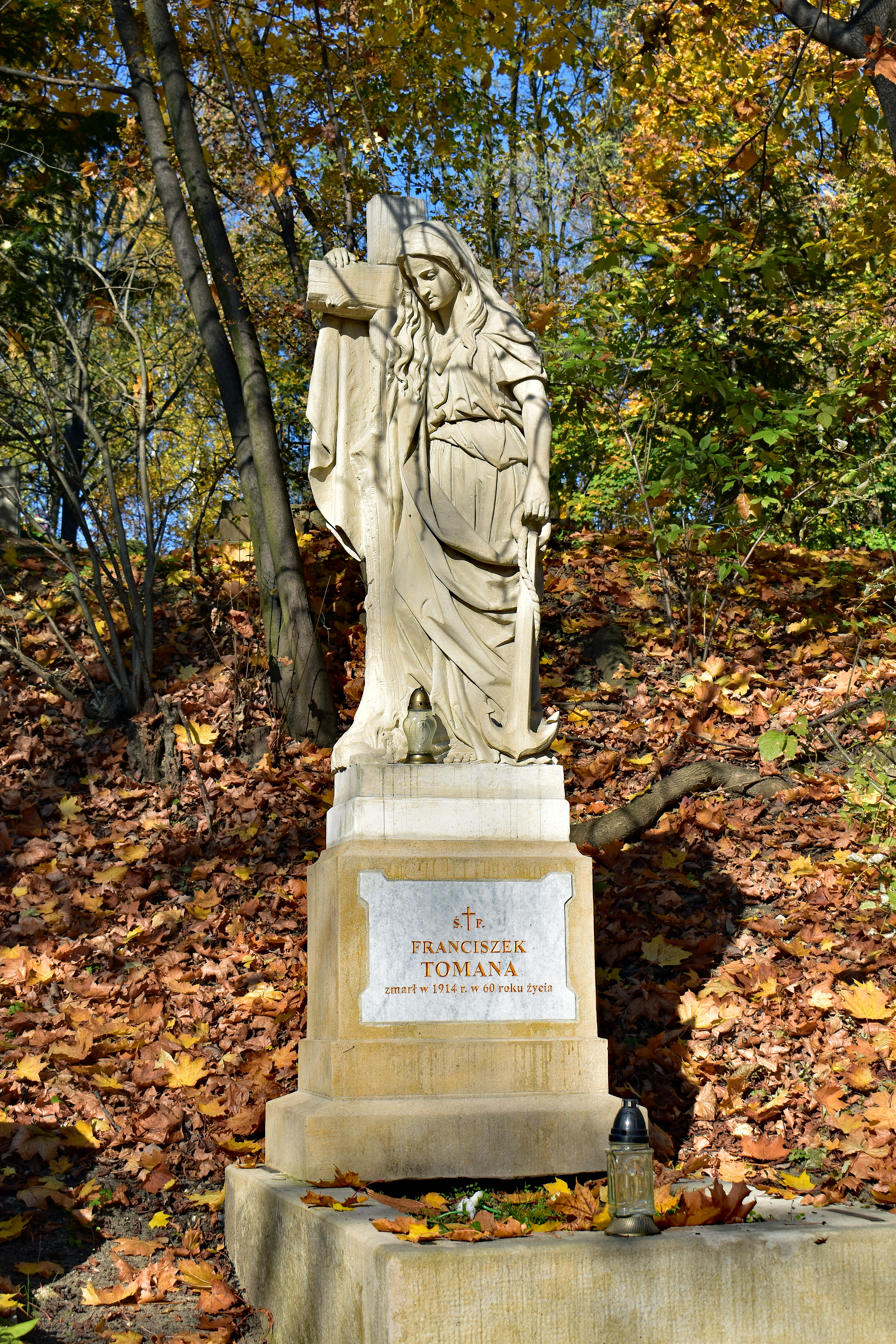
Відреставрований пам'ятник